# Drag Reduction System

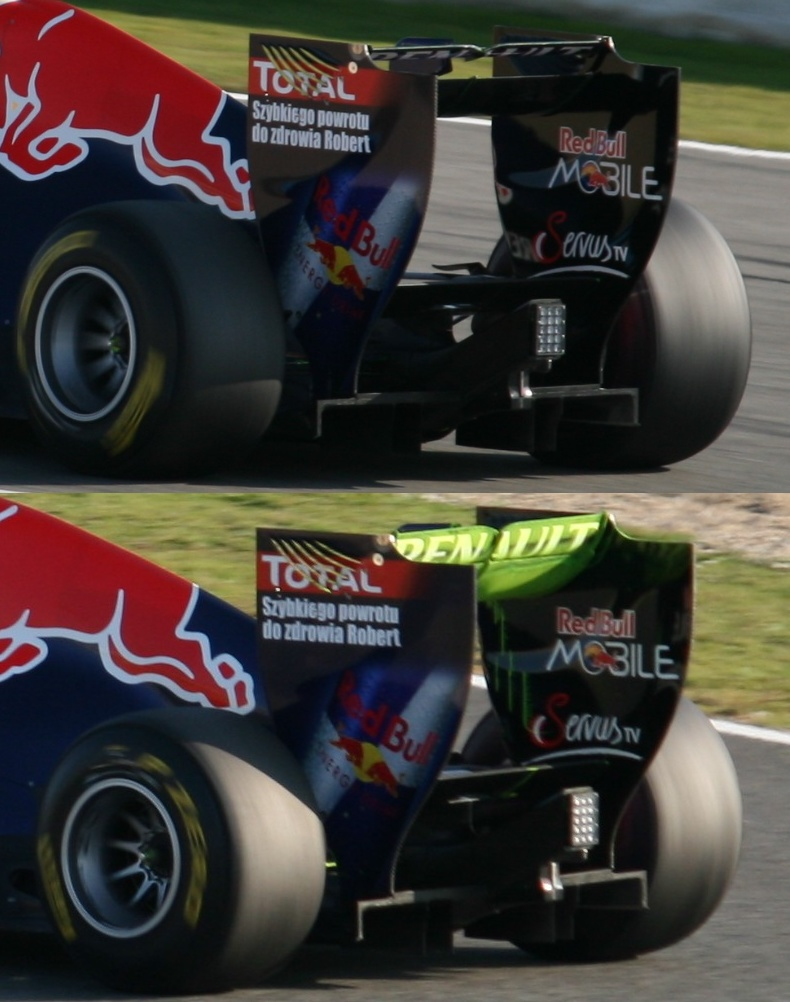
Verstellbarer Heckflügel am Red Bull RB7 (oben geöffnet, unten geschlossen)

Das Drag Reduction System (kurz: DRS, dt.: System zur Verminderung des Luftwiderstandes), umgangssprachlich häufig beweglicher Heckflügel genannt, ist eine Technik, die seit der Formel-1-Weltmeisterschaft 2011, seit der DTM-Saison 2013 und seit 2012 in der Formel Renault 3.5 eingesetzt wird. In der Formel 1 führt diese Technik zu häufigeren Überholmanövern. Dabei wird ein Teil des Heckflügels hydraulisch flacher gestellt, um somit einen geringeren Luftwiderstand auf einer Geraden und eine höhere Endgeschwindigkeit zu ermöglichen.

## Regularien der Formel 1
Das System darf nur von den Fahrern eingesetzt werden, die sich an einem vorher von der FIA festgelegten Messpunkt der Strecke innerhalb von einer Sekunde Abstand zum vorausfahrenden Fahrzeug befinden. Dann kann der Fahrer das System in einem festgelegten Bereich der Strecke aktivieren, um so – in der Regel auf einer langen Geraden – durch die höhere Geschwindigkeit den vorausfahrenden Konkurrenten besser überholen zu können. Das System wird automatisch deaktiviert, sobald der Fahrer das Bremspedal betätigt. Bei nasser Strecke ist die Verwendung des Systems aus Sicherheitsgründen nicht gestattet. Im Rennen ist der Einsatz nach dem Start oder jeder Safety-Car-Phase erst nach einer absolvierten Runde erlaubt.
Seit dem Großen Preis von Kanada 2011 können auf geeigneten Strecken bis zu drei DRS-Zonen durch die FIA festgelegt werden.
Bis 2012 war der Einsatz des DRS in allen Trainingssitzungen und dem Qualifying unbeschränkt zulässig. Seit der Saison 2013 ist es in allen Sessions einzig in der DRS-Zone gestattet, das System zu nutzen.
Das DRS wird 2026 durch aktive Aerodynamik ersetzt.

## Regularien der DTM
Das System darf vom zurückliegenden Fahrer immer eingesetzt werden, wenn er auf dem Start/Zielpunkt zum Vorausfahrenden weniger als 2 Sekunden Abstand hält.
Bei Einsatz des Safety Cars und drei Runden danach darf DRS nicht eingesetzt werden. Es wird dann wieder von der Rennleitung freigegeben. Zudem darf es drei Runden nach dem Rennstart und durfte es vor dem Rennende nicht eingesetzt werden. Seit der DTM-Saison 2014 darf DRS bis zum Rennende verwendet werden.

## Funktionsweise und Regularien in der Formel Renault 3.5
Das System funktioniert in der Formel Renault anders als in der DTM und Formel 1. Während bei den zwei anderen Serien der Flügel flach gestellt wird, sodass weniger Anpressdruck entsteht, wird der Flügel hier in die andere Richtung, also steil gestellt. Es entsteht somit ein Luftstau (in Fachkreisen „Airstall“ genannt), der den Heckflügel funktionsunfähig macht. Auch die Regeln zur Verwendung des Systems sind in dieser Serie anders. Anstatt die Erlaubnis des Einsatzes des DRS auf bestimmte Zonen und den Abstand zum Vordermann zu beziehen, kann ein Fahrer in der Formel Renault 3.5 den Einsatzort auf der Strecke und die Zeit, wann es eingesetzt werden soll, frei wählen. Die einzige Begrenzung ist die Einsatzdauer. Das heißt, der Einsatz des Systems ist meistens auf 500 Sekunden beschränkt.

## Auswirkungen
Durch den Einsatz des DRS erhält das Fahrzeug einen Geschwindigkeitsgewinn von etwa 15 km/h. Im Zusammenspiel mit dem Windschatten des vorausfahrenden Fahrzeugs und Einsatz der gespeicherten Energie im Hybridantrieb ERS erleichtert das DRS somit das Überholen am Ende langer Geraden. Allerdings kann der Gegner durch geschickten Einsatz des ERS diesen Vorteil kompensieren.
Die Einführung von DRS führte zunächst zu einer deutlichen Erhöhung der Anzahl der Überholmanöver in der Formel 1. Nachdem jedoch zur Formel-1-Saison 2017 neue Aerodynamik-Regeln eingeführt worden waren, verringerte sich diese Zahl wieder deutlich; auch das DRS verlor in diesem Zuge einen Teil seiner Wirkung.

## Kritik
Von einigen Fahrern wurde während der Testfahrten vor Beginn der Formel-1-Saison 2011 kritisiert, dass der Gebrauch des DRS zu einem erhöhten Arbeitsaufwand im Cockpit führe, da der Fahrer zusätzliche Knöpfe bedienen müsse und das ein Sicherheitsrisiko darstellen könne.
Zudem wird von verschiedenster Seite kritisiert, dass dieses System das Überholen zu einfach mache. DRS sei ein unfairer Vorteil für den hinterherfahrenden Fahrer und die damit getätigten Überholmanöver seien „künstlich“.